# 陳寶瑩
陳寶瑩（英語：Chan Po-ying，1956年3月2日—）是香港社會運動人士，社會民主連線末任主席，任期自2021年7月至2025年6月社民連宣布解散為止。她長期參與基層民主抗爭、公共集會及街站行動，活躍於爭取言論自由、社會公義、基層勞工及弱勢群體權益等議題。陳寶瑩是知名社運人士梁國雄（長毛）的妻子，兩人於2021年結婚。丈夫多次因示威活動被捕入獄期間，她代為主持社民連事務，成為香港泛民主派抗爭象徵之一。

## 經歷

### 早期參與社運
陳寶瑩成長於英屬香港，她的父親是早期來自中國內地的移民，家境小康。她在1970年代香港學生運動時期信奉托洛茨基主義，加入了「托派」組織「革命馬克思主義者同盟」，她後來的丈夫梁國雄是該組織創始成員之一。反對她參與政治的父親將她趕出家門，她遂到工廠打工維生。
1980年代初她嘗試在製衣廠組織工人參與工運，但不成功。獲得經驗後，她在1984年成立了新婦女協進會。自1980年代活躍於香港基層運動，關注勞工、婦女及貧困社群議題。她曾參與左翼學生及基層團體的社區組織工作，長期協助街坊解決房屋與社會福利問題。90年代，她投身工潮及工人抗爭，經常現身抗議活動，並積極在街站宣傳反對強積金計劃、捍衛退休保障等訴求。2000年她加入香港婦女勞工協會，組織外判清潔工爭取權益。她逐漸成為香港街頭抗爭的其中一個重要身影。

### 社會民主連線共同創立
2006年，陳寶瑩與梁國雄、黃毓民、陶君行等人創立社會民主連線，致力推動基層民主抗爭。2007年區議會選舉，她代表社民連於觀塘區的翠屏南選區出選，該選區亦是香港婦女勞工協會的會址所在地，她未能當選。2008年梁國雄連任立法會議員，陳寶瑩開始擔任他的議員助理，直至2017年梁國雄被剝奪議員資格。
陳寶瑩在社民連組織中擔任重要策劃角色，協助發起多次社會運動，包括2007年反對政改、2008年反高鐵撥款、2010年「五區公投」等行動。當時雖非公開擔任黨內領導職位，但在街站、後勤組織及示威現場中，長期負責協調工作，並支援被捕者法律與生活所需 。

### 社會民主連線主席任期
2021年7月25日，因前主席黃浩銘因案入獄，陳寶瑩在特別會員大會上當選社民連主席，接掌組織。她任內持續舉辦街站、集會與社區活動，並多次就房屋、交通票價及長者政策發起抗議 。期間因街站募款使用電子支付被控「非法籌款」及「未經批准展示宣傳物品」，並與多名黨員多次上庭抗辯 。
自2023年以來，社民連多次因街站展示募款用二維碼作「非法籌款」被控，亦曾被指未獲批準張貼宣傳，但其成員包括陳寶瑩強調這是言論自由受到打壓，並持續抗辯與街頭行動。此外，2023年銀行陸續關閉社民連及數名成員的銀行帳戶，陳寶瑩與副主席周嘉發於中環滙豐大廈高調抗議，指責金融審查具政治迫害意味。

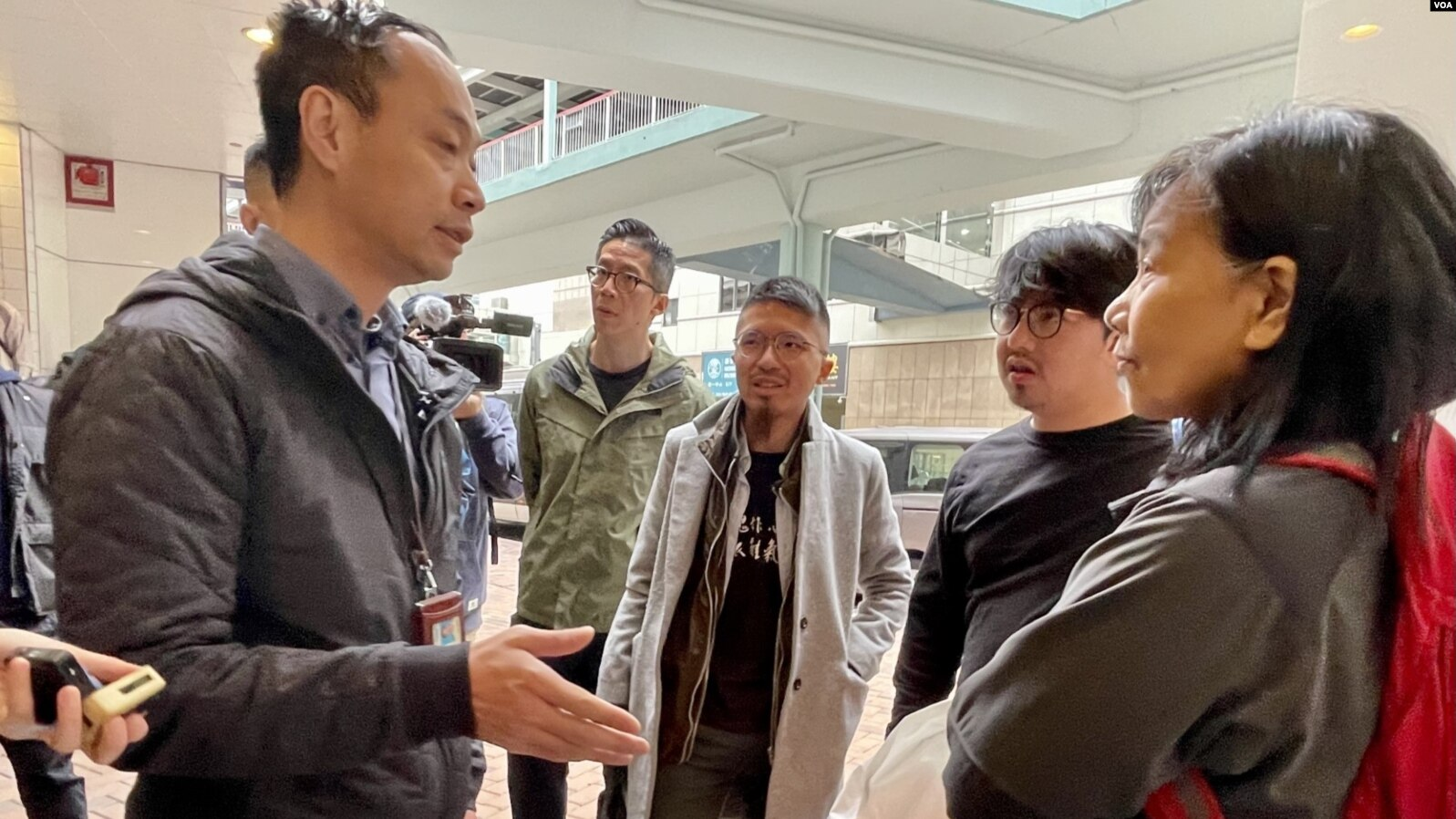
2024年2月27日，香港民主派政黨社民連3名正副主席（右起）陳寶瑩、余煒彬、周嘉發，在前往政府總部提交23條立法意見書途中，被數十名便衣警員在金鐘地鐵站外截查。

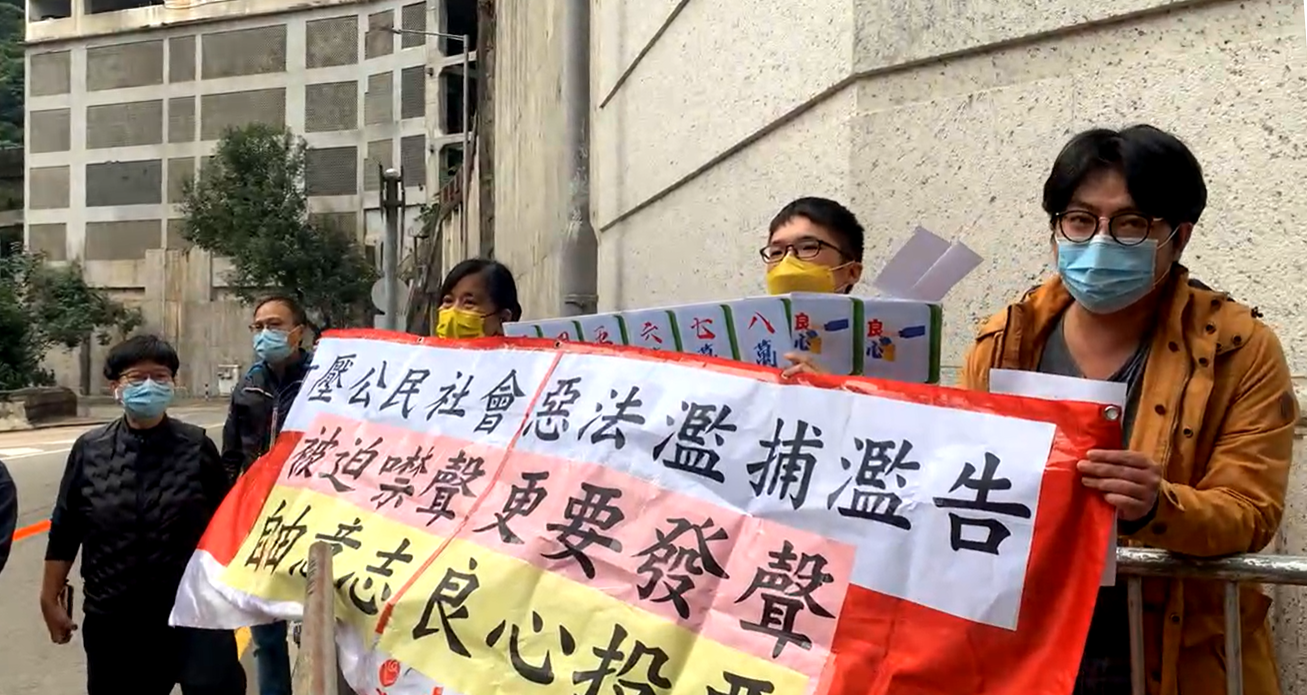
2021年12月19日，社民連主席陳寶瑩（圖中）等人在高主教書院外，向前來投票的特首林鄭月娥示威，抗議選舉制度不公。

### 解散社民連
2025年6月29日，陳寶瑩於記者會上宣布社會民主連線在當日正式解散。她表示，面對「極強政治壓力」與考量成員安危，這是深思熟慮後不得不做出的決定，並坦言「有愧於心」但別無選擇。她指出，隨著國安法、第二十三條等立法壓制民間組織，社民連已無法繼續存在。

## 評價與影響
在國安法實施後，陳寶瑩作為社會民主連線最後一任主席，帶領該黨堅持街頭抗爭至2025年，是香港唯一持續公開舉辦街站及示威的泛民主派組織。國際媒體形容她是「香港街頭抗爭最後的象徵」，指出她在丈夫梁國雄多次入獄期間獨力支撐組織、承受法律訴訟與政治壓力，仍堅稱「歷史會站在真理那邊」。她宣布社民連解散時直言面對強大政治壓力已「走到盡頭」，並警告香港正陷入「多米諾效應」，公民社會空間迅速萎縮。評論普遍認為，陳寶瑩的堅守與最終被迫解散，凸顯國安法下異見組織幾乎無立足之地，象徵香港街頭民主抗爭時代的結束。